# 뇌실계

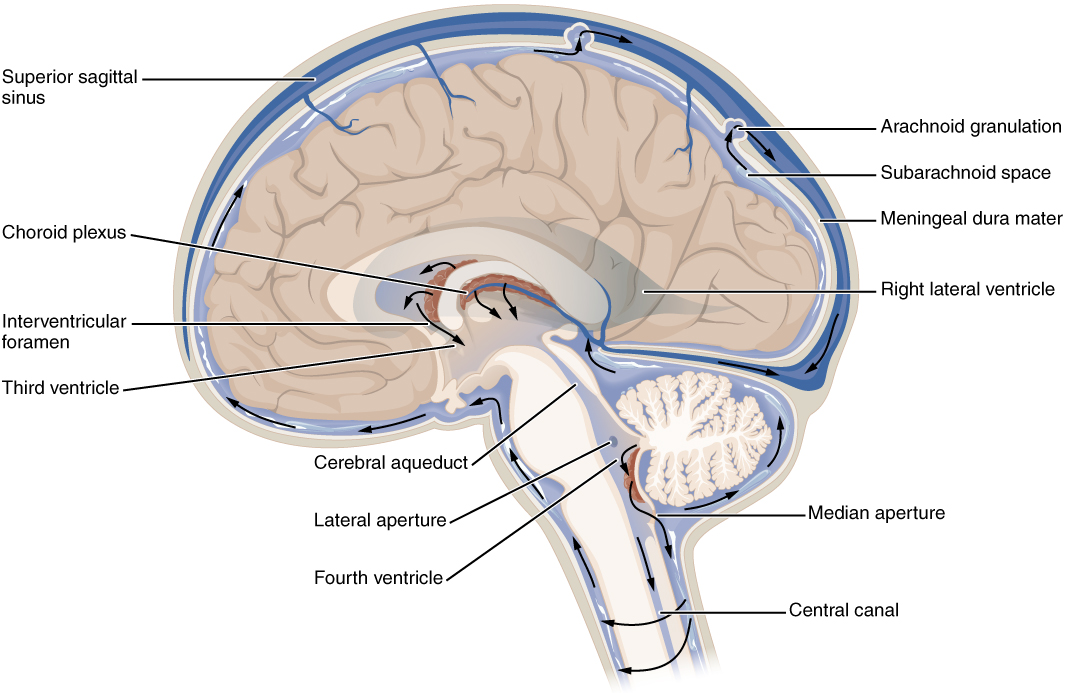
뇌척수액을 만들고 순환시키는 뇌실계-arachnoid granulation(거미막과립),subarachonoid space(거미막밑공간, 지주막하공간),superior sagittal plane(위시상정맥굴)

뇌실계(ventricular system)는 네 개의 뇌실(ventricle)로 구성된 계다. 뇌실은 뇌 안의 서로 연결된 빈 공간으로, 뇌척수액을 생산한다. 좌우 가쪽뇌실, 제3뇌실, 제4뇌실로 구성되어 있다. 뇌실계는 배아의 발생과정에서 신경관의 강(cavity)에서 유래한다. 척수의 중심관과 뇌실계 전체에는 특수한 상피세포인 뇌실막세포(ependymal cell)가 늘어서 있다. 뇌척수액은 뇌실막세포망인 맥락얼기(choroid plexus)에서 생산된다. 뇌실계는 제3뇌실을 통하여 척수의 중심관과 통하고 있어 뇌척수액이 순환할 수 있다.

## 구조

뇌실계의 구조 위에서 아래순으로
가쪽뇌실(파란색)
뇌실사이구멍(청록색)
셋째뇌실(노란색)
중간뇌수도관(적색)
넷째뇌실(보라색)
중심관(녹색) 그러나 대뇌전반에 걸친 정맥굴을 포함하는 뇌실은 제외되어있다.

### 뇌실
뇌실계는 네 개의 뇌실로 구성된다.
- 가쪽뇌실(측뇌실): 좌우 대뇌반구에 하나씩 총 두 개이다. 가쪽뇌실은 C자 모양이며 몸통, 앞뿔(이마뿔), 뒤뿔(뒤통수뿔), 아래뿔(관자뿔)로 구성된다. 몸통은 두정엽 내측에 위치하며 앞뿔은 몸통에서부터 전두엽으로, 뒤뿔은 몸통에서부터 후두엽으로, 아래뿔은 몸통에서부터 측두엽으로 각각 뻗어나간다. 가쪽뇌실은 뇌실사이구멍(interventricular foramina)을 통해 제3뇌실과 연결된다.
- 제3뇌실(셋째뇌실): 좌우 시상과 시상하부 사이에 위치한 수직방향의 좁은 틈새로 배아의 발생 과정에서 앞뇌소포(forebrain vesicle)로부터 유래한다. 앞으로는 뇌실사이구멍을 통해 가쪽뇌실과 연결되며 뒤로는 중간뇌수도관(대뇌수도관, cerebral aqueduct)을 통해 제4뇌실과 연결된다.
- 제4뇌실(넷째뇌실): 텐트 모양이며 소뇌 앞, 다리뇌와 숨뇌의 뒤에 위치한다. 위로는 중간뇌(mesencephalon)의 중간뇌수도관으로 연결되고, 아래로는 숨뇌의 중심관(central canal)과 연결된다. 또한 천장에 위치한 세 개의 구멍을 통해 거미막밑공간(subarachnoid space)과도 연결된다.

| 이름                                                | 출발     | 도착                             |
| 뇌실사이구멍(foramen of Monro)                      | 가쪽뇌실 | 제3뇌실                          |
| 중간뇌수도관(aqueduct of Sylvius)                   | 제3뇌실  | 제4뇌실                          |
| 정중구멍(median aperture, foramen of Magendie)      | 제4뇌실  | 소뇌숨뇌수조를 거쳐 거미막밑공간 |
| 양쪽 가쪽구멍(lateral aperture, foramen of Luschka) | 제4뇌실  | 큰대뇌정맥을 거쳐 거미막밑공간   |

### 맥락얼기
맥락얼기(맥락총, choroid plexus)는 중간뇌수도관, 가쪽뇌실의 앞뿔과 뒤뿔을 제외한 뇌실의 전 부분에 존재한다. 맥락얼기는 뇌실막으로 덮인 연막으로 구성되며 혈관이 발달되어 있고 뇌실의 안쪽 면으로 돌출되어 있다. 맥락얼기의 주요 기능은 뇌척수액의 생성이다.

### 발생
뇌실계는 배아발생 과정 중 신경관(neural tube)의 중심에 있는 통로인 신경수관(neural canal)에서 기원한다. 후에 뇌줄기가 되는 초기 신경관은 등쪽과 옆쪽으로 팽창하여 제4뇌실을 생성하고, 팽창하지 않고 중간뇌(midbrain)와 같은 크기를 유지하는 제4뇌실 윗부분은 중간뇌수도관이 된다. 제4뇌실은 숨뇌의 꼬리쪽에 있는 빗장(obex)에서 좁아져 척추의 중심관이 된다.
발생 3주 째에 배아는 세 개 엽으로 구성된 판 구조가 된다. 등쪽 표면을 덮고 있는 세포층을 내배엽이라고 한다. 배아 등쪽 표면의 가운데에는 척삭(notochord)이 있다. 내배엽이 증식함에 따라 척삭은 발생 중인 배아 가운데로 끌려가서 바로 위에 있는 외배엽이 신경관으로 분화하도록 유도하고 몸의 앞뒤축을 정한다.
뇌가 발달하면서 배아 발생 4주 째가 되면 신경관은 머리가 생길 곳에 여러 군데 부불어 오른다. 각각의 소포는 각기 다른 중추신경계 구성 요소가 된다. 앞쪽부터 앞뇌(prosencephalon), 중간뇌(mesencephalon), 뒤뇌(능형뇌, rhombencephalon) 이렇게 1차 소포 3개는 다시 5개로 나뉜다. 신경수관 주위로 초기 뇌가 발달하면서, 내부 공간은 원시적인 뇌실이 된다. 앞뇌가 끝뇌(telencephalon)와 사이뇌(간뇌, diencephalon)로 나뉜다. 끝뇌에 있는 뇌실은 가쪽뇌실이 되고, 사이뇌에 있는 것은 제3뇌실이 된다. 중간뇌에 있는 뇌실은 중간뇌수도관(aqueduct of Sylvius)이 된다. 뒤뇌는 뒤뇌(후뇌, metencephalon)와 숨뇌(연수, myelencephalon)로 나뉜다. 뒤뇌에 있는 뇌실은 제4뇌실이 된다.

## 기능

### 뇌척수액의 생성과 순환

뇌척수액의 흐름을 보여주는 MRI

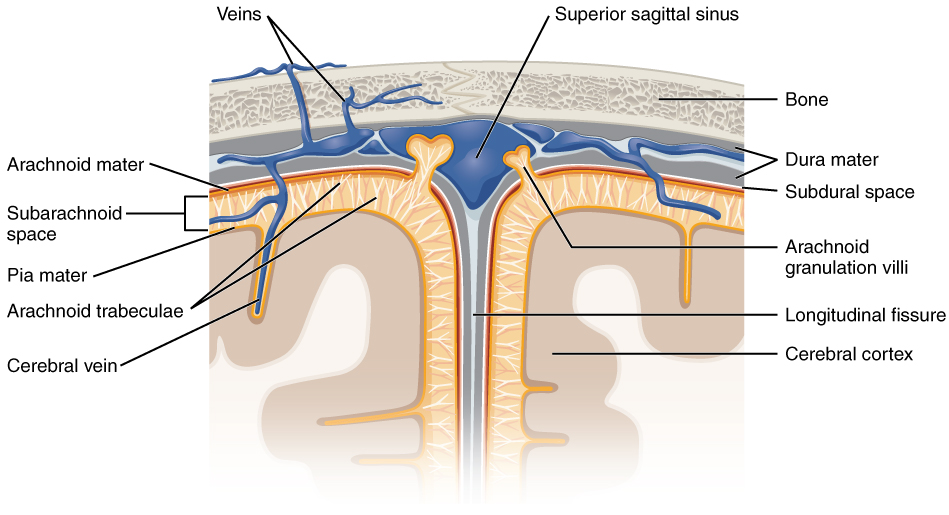
거미막융모(arachnoid villi)를 지나 두개골의 정맥굴(venous sinus)로 가는 뇌척수액

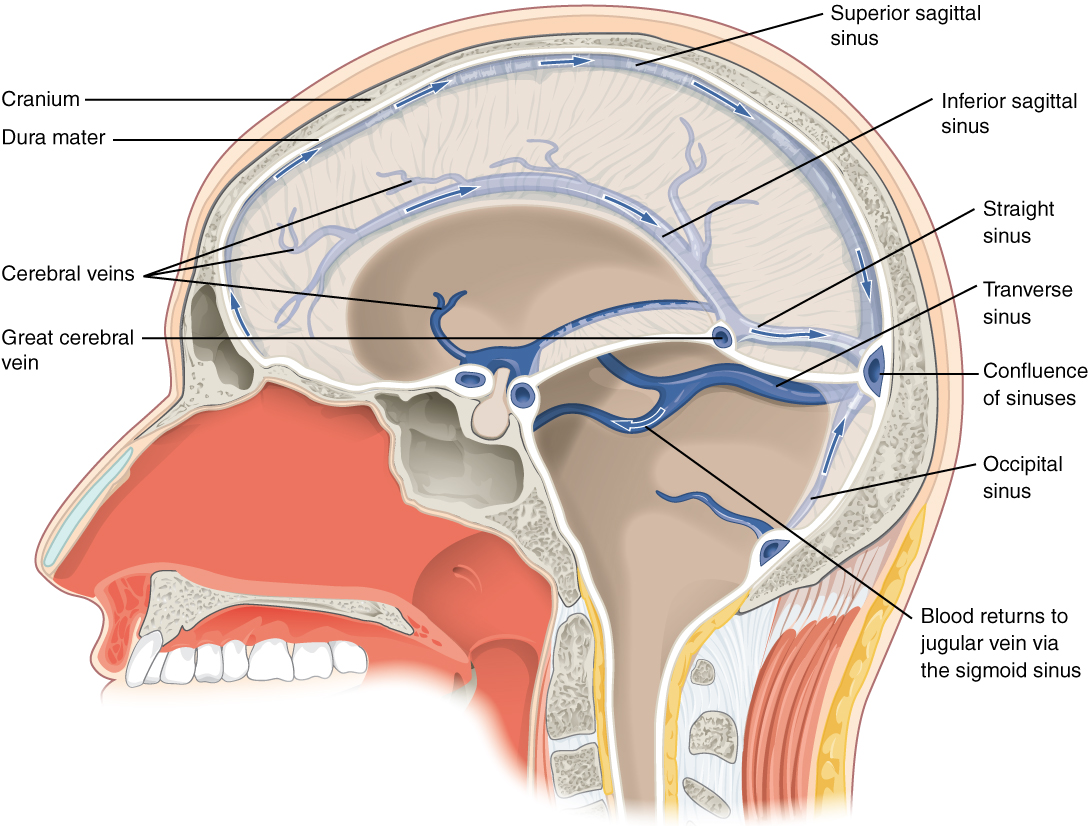
뇌 주변의 정맥굴 모습

뇌척수액은 뇌실의 맥락얼기에서 주로 생성되어 가쪽뇌실로부터 뇌실사이구멍을 통하여 셋째뇌실로 이동한다. 이어 뇌줄기에 있는 중간뇌수도관을 통해 넷째뇌실로 들어간다. 이 과정에서 맥락얼기의 동맥박동이 뇌척수액의 순환을 돕는다. 뇌척수액은 넷째뇌실에서부터 정중구멍과 가쪽오목의 가쪽구멍을 통해 거미막밑공간으로 유입된다. 이어서 소뇌숨뇌수조 및 다리뇌수조를 거쳐 서서히 이동하여 좌우 소뇌천막 사이의 간격을 통해 위로 올라온다. 이후 뇌척수액은 대뇌반구의 옆면을 따라 위로 순환한다. 척수로 간 뇌척수액은 계속해서 아래로 이동하여 말총주위의 거미막밑공간에 분포한다. 허리천자는 이 부위에서 행한다. 뇌척수액은 경막의 정맥굴, 특히 위시상정맥굴로 돌출된 거미막융모에서 주로 흡수된다. 정맥굴로 들어간 뇌척수액은 목정맥을 거쳐 정맥계에 합류한다.
셋째뇌실과 넷째뇌실 사이에 있는 중간뇌수도관은 지름이 매우 작기 때문에 쉽게 막힌다.

### 뇌 보호
뇌실은 뇌척수액(cerebrospinal fluid, CSF)으로 채워져 있고 뇌와 척수는 뇌척수액에 떠있다.
뇌와 척수는 경막, 거미막, 연질막으로 구성된 뇌막으로 덮여있다. 뇌척수액은 두개골 내의 거미막과 연질막 사이의 거미막밑공간으로 유입되어 쿠션으로 작용함으로써 물리적 충격으로부터 뇌를 보호한다. 뇌척수액의 비중은 뇌의 비중보다 약간 낮아 뇌에 부력을 제공하고 중력으로부터 뇌를 지탱한다. 뇌척수액의 부력은 뇌의 무게를 30배 정도 감소시켜 중추신경계 영역에 있는 혈관과 신경에 대한 압력을 낮춘다.
뇌척수액은 뇌에 필요한 양분을 공급하고 화학적 안정성을 유지한다. 뇌척수액에는 단백질이나 혈액 세포가 거의 없고, 맥락얼기는 뉴런에게 맞는 세포외 환경을 조성하기 위해 혈액보다 K+, Ca2+, HCO3-, 포도당 농도를 낮추고 H+ 농도는 높인다. 뇌척수액은 중추신경계의 간질액과 용질을 교환하고 노폐물을 제거하는 기능을 하기도 한다.(glymphatic system)

## 질병
중간뇌수도관 및 뇌척수액이 통하는 구멍들은 가늘기 때문에 쉽게 막힐 수 있다. 가쪽뇌실의 압력이 높아지거나 뇌척수액의 양이 비정상적으로 증가하는 질환을 물뇌증이라 한다. 물뇌증에는 무교통물뇌증(noncommunicating hydrocephalus)과 교통물뇌증(communicating hydrocephalus) 두 종류가 있다. 무교통물뇌증은 맥락얼기와 뇌척수액이 빠져나가는 제4뇌실 천장의 구멍들 사이에서 차단이 일어나 뇌척수액의 압력이 상승하여 발생한다. 교통물뇌증은 뇌실에서 뇌척수액의 차단 없이 압력이 상승된 상태를 말한다.
뇌실계와 관련된 질병으로는 막에 염증이 생기는 수막염, 뇌실에 염증이 생기는 뇌실염이 있다. 염증은 감염이나 외상이나 출혈(뇌출혈이나 거미막밑출혈)로 혈액이 들어오면 발생할 수 있다.

## 그림

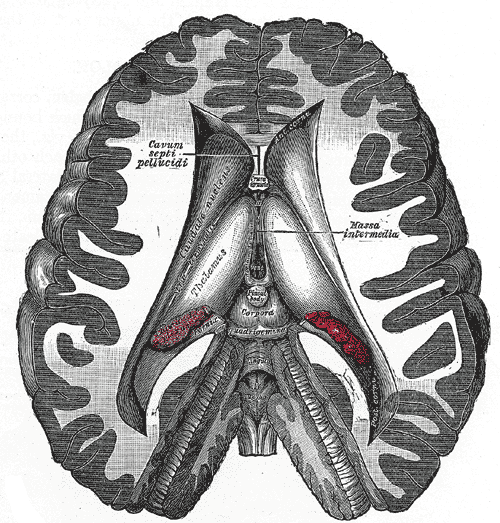
뇌실을 보여주는 가로단면
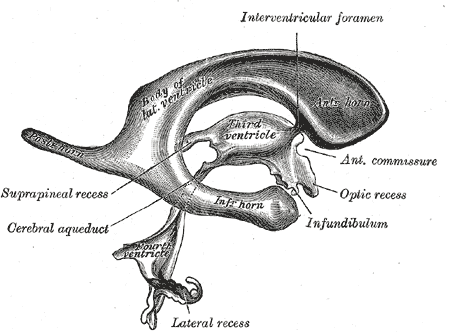
뇌실
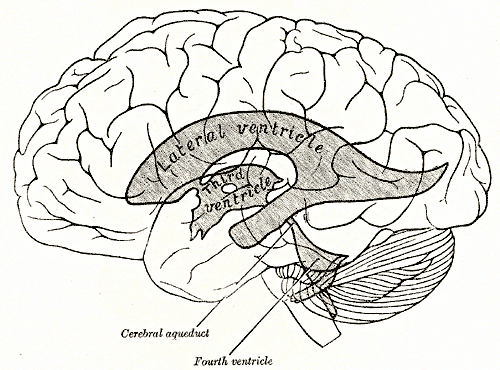
뇌실과 뇌 표면 사이의 관계를 보여주는 그림
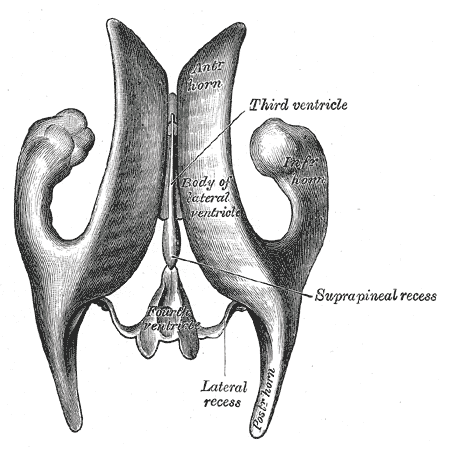
위에서 본 뇌실 내부 공간
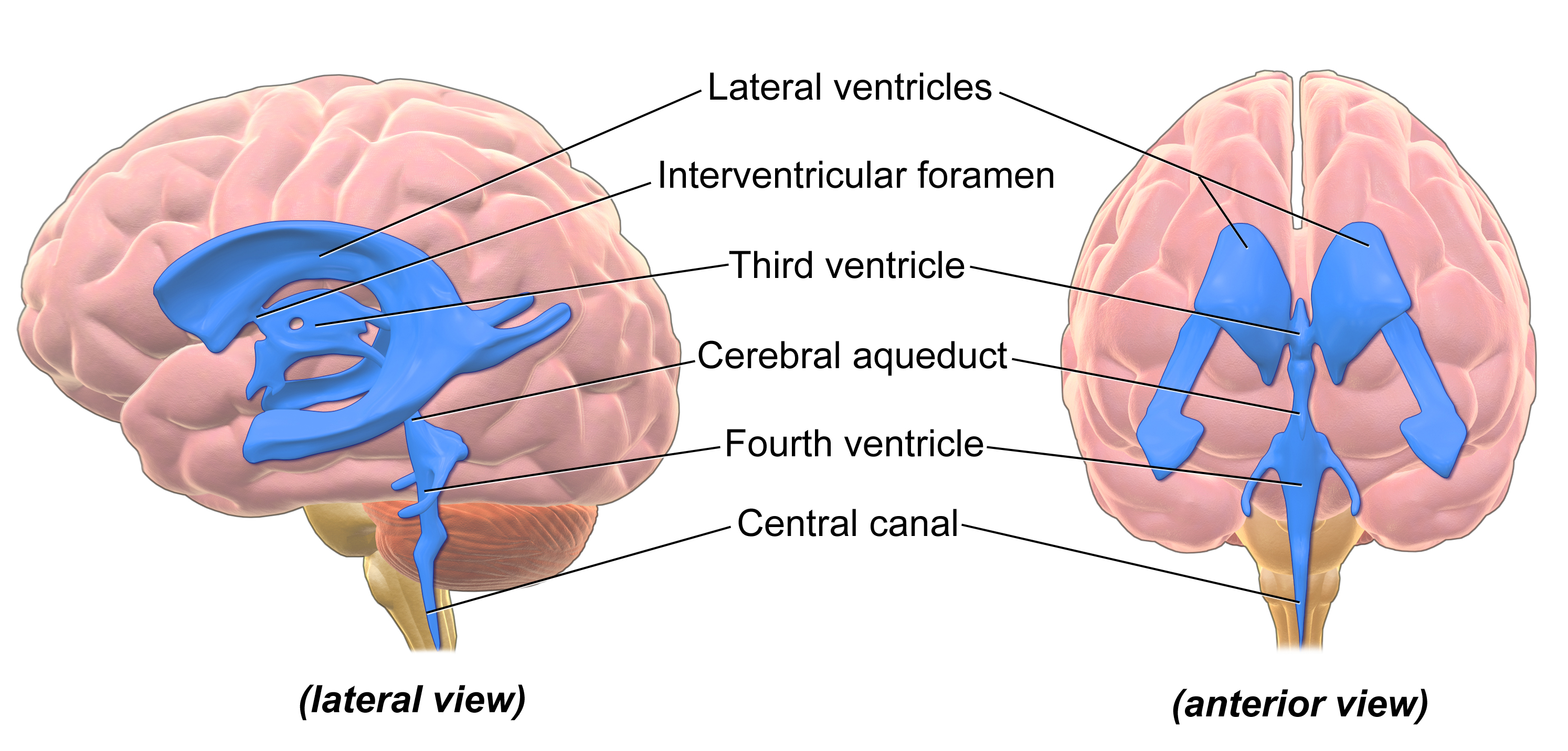
뇌실의 3D 모형. 가쪽과 앞쪽에서 본 모습이다.
뇌실의 3D 모형

## 같이 보기
- 혈관뇌장벽
- 간뇌
- 뇌간